# Verzorgingsplaats Bremberg
Verzorgingsplaats Bremberg is een Nederlandse verzorgingsplaats, gelegen aan de noordzijde van de A58 in de richting Eindhoven → Vlissingen tussen afritten 16 en 18 in de gemeente Etten-Leur.
De verzorgingsplaats Liesbos ligt aan de overzijde van de snelweg.
Richting Vlissingen: Kriekampen · Brehees · Blaak · Molenheide · Lage Aard · Bremberg · Hoezaar · Spuitendonk · Wouwse Tol Noord · 't Scheld · Vliete · Selnisse
Richting Eindhoven: Arnemuiden · Vliedberg · Voetpomp · Het Rak · Wouwse Tol Zuid · Mastpolder · Liesbos · Hooge Aard · Raakeind · Leikant · Kerkeind · Kloosters